# Canal do Boqueirão
O Canal do Boqueirão é um canal natural que separa a ilha do Medo da ilha de Upaon-Açu, onde fica a cidade de São Luís (MA). Conta com pouco mais de 900 metros de largura e de 20 a 30 metros de profundidade. 
O canal fica localizado na baía de São Marcos e está inserido na região do Golfão Maranhense. O Golfão possui uma intrincada área de canais, restingas, manguezais e ilhas, desenvolvidos por ação fluvial e marinha, ao longo de milhares de anos de movimentos de transgressão e regressão do mar. 
Trata-se de região notável pela dificuldade de navegação, em razão da força das águas do mar. A maré tem grande amplitude, uma das maiores do mundo, podendo variar em até 7,2 metros, com velocidades de correntes de maré que alcançam até 2,5 m/s no canal.

Os portugueses tiveram dificuldade em iniciar a colonização do Maranhão, na tentativa de atravessar o canal. Aires da Cunha e Fernando Álvares de Andrade, associados ao historiador João de Barros na empresa colonizadora, partiram de Lisboa, em 1535. No entanto, a armada, sob o comando do primeiro, naufragou nos baixios do Boqueirão, junto à Ilha do Medo. Antes disso, a esquadra portuguesa de Aires da Cunha e João de Barros já havia naufragado nos rochedos do Parcel de Manuel Luís em 1536. Posteriormente, em 1612, os franceses aportaram na ilha de Upaon-açu e fundaram a cidade de São Luís (França Equinocial).

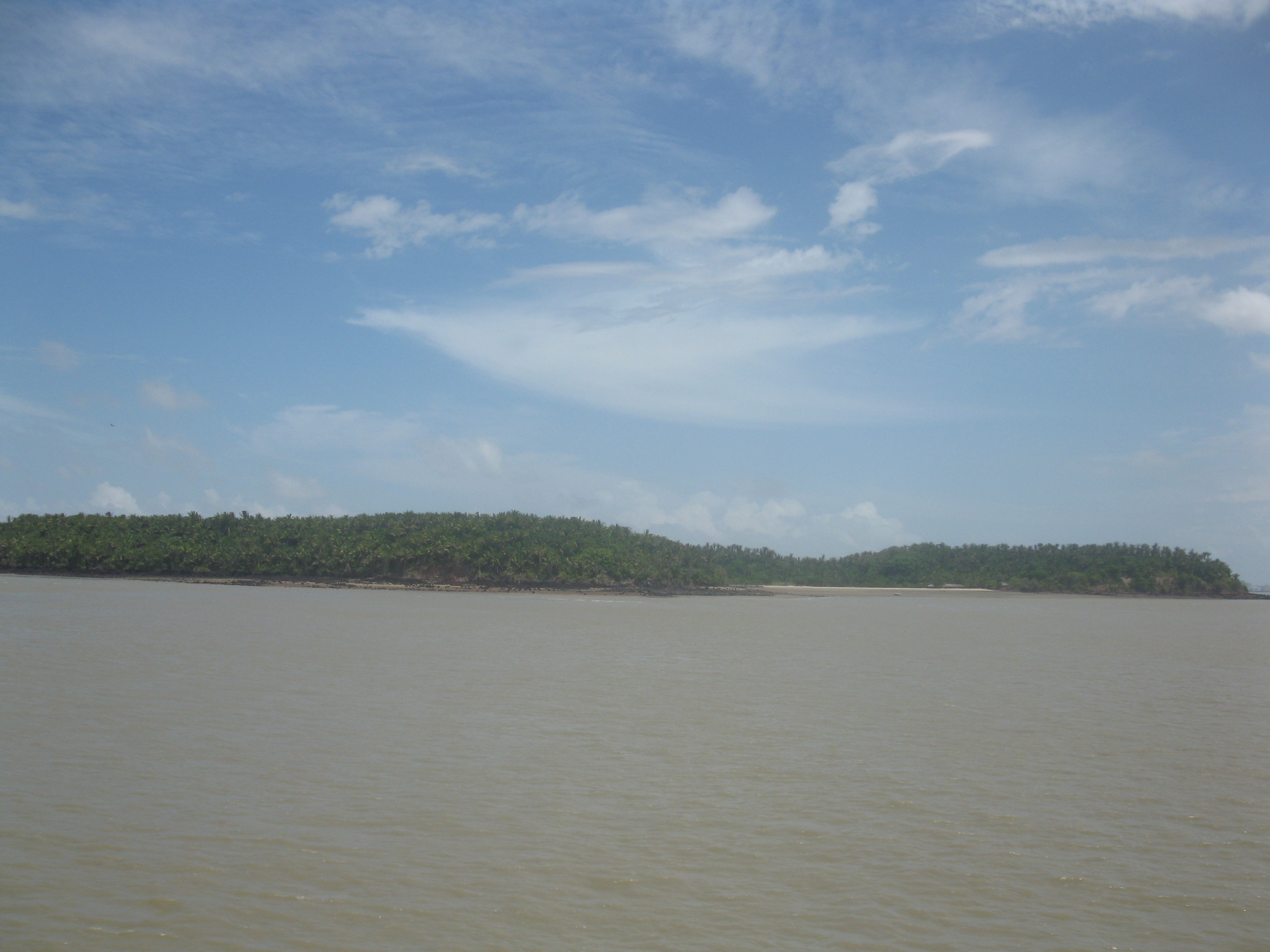
Ilha do Medo e Baía de São Marcos

Atualmente, com a melhoria das técnicas de navegação, o canal é atravessado diariamente por um sistema de ferry-boats, barcos menores e catamarãs, realizando a Travessia São Luís-Alcântara, transportando mais de 350 mil passageiros por ano entre a capital e a Baixada Maranhense.
A profundidade natural da Baía de São Marcos também foi aproveitada para a instalação de um complexo portuário que inclui o Porto da Alumar, Porto do Itaqui e Ponta da Madeira, este sendo o campeão nacional em movimentação de cargas, exportando 150 milhões de toneladas em minérios. 
A praia do Boqueirão, na área do Itaqui-Bacanga, em São Luís, abriga o complexo portuário e tem acesso restrito. 